# Waite, Maine
Waite är en ort i Washington County i delstaten Maine, USA.